# Tour d'Espagne 1992
La 47e édition du Tour d'Espagne s'est déroulée du 27 avril au 17 mai 1992, entre Jerez de la Frontera et Madrid. Elle fut remportée par le Suisse Tony Rominger (Clas-Cajastur). Cette édition a compté 20 étapes pour un total de 3 395 kilomètres. La moyenne générale du vainqueur s'est élevée à 35,275 km/h.
Les principaux favoris au départ de cette Vuelta se nomment Erik Breukink, Robert Millar, Steven Rooks et Stephen Roche. Melchor Mauri, vainqueur sortant, et Pedro Delgado, double vainqueur forment les espoirs espagnols avec Laudelino Cubino.
Après une première semaine réservée aux sprinteurs, c'est Erik Breukink qui s'adjuge le premier contre-la-montre. C'est Jesús Montoya qui crée la surprise en terminant second et en endossant le maillot or de leader.
Tony Rominger se rapproche au général lors de l'étape pyrénéenne de Luz-Ardiden, remportée par Laudelino Cubino. Malgré la victoire de Pedro Delgado aux lacs de Covadonga, c'est Rominger qui prend le maillot de leader lors du dernier contre-la-montre. Il confirme sa victoire le lendemain avec sa victoire d'étape à Ségovie.
Rominger est le premier Suisse à remporter la Vuelta, il est accompagné sur le podium par les Espagnols Montoya et Delgado.

## Classement général
|     | Cycliste                 | Pays     | Équipe |    | Temps            |
| --- | ------------------------ | -------- | ------ | -- | ---------------- |
| 1.  | Tony Rominger            | Suisse   | CLA    | en | 96 h 14 min 50 s |
| 2.  | Jesús Montoya            | Espagne  | AMA    | +  | 1 min 04 s       |
| 3.  | Pedro Delgado            | Espagne  | BAN    |    | 1 min 42 s       |
| 4.  | Marco Giovannetti        | Italie   | GAT    |    | 5 min 19 s       |
| 5.  | Federico Echave          | Espagne  | CLA    |    | 5 min 34 s       |
| 6.  | Laudelino Cubino         | Espagne  | AMA    |    | 6 min 24 s       |
| 7.  | Fabio Parra              | Colombie | AMA    |    | 7 min 24 s       |
| 8.  | Raúl Alcalá              | Mexique  | PDM    |    | 12 min 50 s      |
| 9.  | Francisco Javier Mauleón | Espagne  | CLA    |    | 15 min 44 s      |
| 10. | Steven Rooks             | Pays-Bas | BUC    |    | 18 min 57 s      |

## Étapes
| N°  | Date     | Villes étapes                               | km           | Vainqueur d'étape                                          | Leader du classement général |
| 1re | 27 avril | Jerez de la Frontera                        | 9,2 (CLM)    | Jelle Nijdam Pays-Bas                                      | Jelle Nijdam Pays-Bas        |
| 2ea | 28 avril | San Fernando - Jerez de la Frontera         | 135,5        | Djamolidine Abdoujaparov Communauté des États indépendants | Jelle Nijdam Pays-Bas        |
| 2eb | 28 avril | Arcos de la Frontera - Jerez de la Frontera | 32,6 (CLM E) | Gatorade - Chateau D'ax Italie                             | Pello Ruiz Cabestany Espagne |
| 3e  | 29 avril | Jerez de la Frontera - Cordoue              | 205          | Jean-Paul van Poppel Pays-Bas                              | Pello Ruiz Cabestany Espagne |
| 4e  | 30 avril | Linares - Albacete                          | 229          | Djamolidine Abdoujaparov Communauté des États indépendants | Pello Ruiz Cabestany Espagne |
| 5e  | 1er mai  | Albacete - Gandia                           | 213,5        | Jean-Paul van Poppel Pays-Bas                              | Pello Ruiz Cabestany Espagne |
| 6e  | 2 mai    | Gandia - Benicàssim                         | 202,8        | Edwig Van Hooydonck Belgique                               | Pello Ruiz Cabestany Espagne |
| 7e  | 3 mai    | Alquerías del Niño Perdido - Oropesa        | 49,5 (CLM)   | Erik Breukink Pays-Bas                                     | Jesús Montoya Espagne        |
| 8e  | 4 mai    | Lérida - Pla de Beret                       | 240,5        | Jon Unzaga Espagne                                         | Jesús Montoya Espagne        |
| 9e  | 5 mai    | Vielha - Luz-Ardiden                        | 144          | Laudelino Cubino Espagne                                   | Jesús Montoya Espagne        |
| 10e | 6 mai    | Luz-Saint-Sauveur - Sabiñánigo              | 196          | Julio César Cadena Colombie                                | Jesús Montoya Espagne        |
| 11e | 7 mai    | Sabiñánigo - Pampelune                      | 162,9        | Djamolidine Abdoujaparov Communauté des États indépendants | Jesús Montoya Espagne        |
| 12e | 8 mai    | Pampelune - Burgos                          | 200,1        | Johan Bruyneel Belgique                                    | Jesús Montoya Espagne        |
| 13e | 9 mai    | Burgos - Santander                          | 178,3        | Roberto Torres Espagne                                     | Jesús Montoya Espagne        |
| 14e | 10 mai   | Santander - Lacs de Covadonga               | 213,4        | Pedro Delgado Espagne                                      | Jesús Montoya Espagne        |
| 15e | 11 mai   | Cangas de Onís - Alto del Naranco           | 163          | Francisco Javier Mauleón Espagne                           | Jesús Montoya Espagne        |
| 16e | 12 mai   | Oviedo - León                               | 162          | Tom Cordes Pays-Bas                                        | Jesús Montoya Espagne        |
| 17e | 13 mai   | León - Salamanque                           | 200,6        | Eric Vanderaerden Belgique                                 | Jesús Montoya Espagne        |
| 18e | 14 mai   | Salamanque - Ávila                          | 218,9        | Enrico Zaina Italie                                        | Jesús Montoya Espagne        |
| 19e | 15 mai   | Fuenlabrada                                 | 37,9 (CLM)   | Tony Rominger Suisse                                       | Tony Rominger Suisse         |
| 20e | 16 mai   | Collado Villalba - Ségovie                  | 188,3        | Tony Rominger Suisse                                       | Tony Rominger Suisse         |
| 21e | 17 mai   | Ségovie - Madrid                            | 175          | Djamolidine Abdoujaparov Communauté des États indépendants | Tony Rominger Suisse         |

## Classements annexes
| Classement par points       | Djamolidine Abdoujaparov Communauté des États indépendants 157 pts |
| 2e                          | Tony Rominger Suisse 137 pts                                       |
| 3e                          | Jelle Nijdam Pays-Bas 129 pts                                      |
| Grand Prix de la Montagne   | Carlos Hernández Bailo Espagne 194 pts                             |
| 2e                          | Tony Rominger Suisse 148 pts                                       |
| 3e                          | Julio César Cadena Colombie 116 pts                                |
| Metas volantes (régularité) | Antonio Esparza Espagne                                            |
| Sprints spéciaux            | Viatcheslav Djavanian Communauté des États indépendants            |
| Meilleur Jeune              | Artūras Kasputis Lituanie                                          |
| Combiné                     | Tony Rominger Suisse                                               |
| Meilleure équipe            | Amaya Seguros Espagne                                              |

## Équipes engagées
| - ONCE ( Espagne) - Buckler ( Pays-Bas) - Banesto ( Espagne) - Carrera Jeans ( Italie) - Clas - Cajastur ( Espagne) - PDM ( Pays-Bas) - Amaya-Seguros ( Espagne) - TVM ( Pays-Bas) - Artiach - Royal Fruco ( Espagne) - Gatorade - Chateau d'Ax ( Italie) - Seur ( Espagne) | - Collstrop ( Belgique) - Festina-Lotus ( Italie) - GB-MG Maglificio ( Italie) - Kelme ( Espagne) - Puertas Mavisa ( Espagne) - Wigarma ( Espagne) - Ryalcao - Postobón ( Colombie) - Sicasal Carnes - Acral ( Portugal) - Mercatone Uno - Zucchini ( Italie) - Russ-Baikal ( Communauté des États indépendants) |

## Liste des coureurs
| Once | Buckler | Banesto |
| - 1 Melchor Mauri (Esp) - 2 Johan Bruyneel (Bel) - 3 Herminio Díaz Zabala (Esp) - 4 Anselmo Fuerte (Esp) - 5 Stephen Hodge (Aus) - 6 Juan Llaneras (Esp) - 7 Miguel Angel Martinez Torres (Esp) - 8 Neil Stephens (Aus) - 9 Alex Zülle (Sui)                                                            | - 11 Steven Rooks (Hol) - 12 Edwig Van Hooydonck (Bel) - 13 Jelle Nijdam (Hol) - 14 Eric Vanderaerden (Bel) - 15 Gerrit De Vries (Hol) - 16 Gerrit Solleveld (Hol) - 17 Martin Kokkelkoren (Hol) - 18 Patrick Robeet (Bel) - 19 Rob Mulders (Hol)                                                    | - 21 Pedro Delgado (Esp) - 22 Marino Alonso (Esp) - 23 José Luis De Santos (Esp) - 24 Aitor Garmendia (Esp) - 25 Julian Gorospe (Esp) - 26 Roberto Lezaun (Esp) - 27 Fabrice Philipot (Fra) - 28 Jesús Rodríguez Magro (Esp) - 29 Francisco San Roman (Esp)                         |
| Carrera Jeans | Clas Cajastur | PDM Concorde |
| - 31 Stephen Roche (Irl) - 32 Djamolidine Abdoujaparov (Ouz) - 33 Guido Bontempi (Ita) - 34 Remo Rossi (Ita) - 35 Vladimir Poulnikov (Ukr) - 36 Mario Chiesa (Ita) - 37 Henry Cardenas (Col) - 38 Andrea Tafi (Ita) - 39 Andrei Teteriouk (Kaz)                                                         | - 41 Tony Rominger (Sui) - 42 Angel Camarillo (Esp) - 43 Manuel Jorge Dominguez (Esp) - 44 Federico Echave (Esp) - 45 Fabio Rodriguez (Col) - 46 Iñaki Gaston (Esp) - 47 Arsenio Gonzalez Gutierrez (Esp) - 48 Francisco Javier Mauleón (Esp) - 49 Jon Unzaga (Esp)                                  | - 51 Raul Alcala (Mex) - 52 Erik Breukink (Hol) - 53 Tom Cordes (Hol) - 54 Gert Jakobs (Hol) - 55 Harald Maier (Aut) - 56 Uwe Raab (All) - 57 John Talen (Hol) - 58 Jean-Paul Van Poppel (Hol) - 59 Nico Verhoeven (Hol)                                                            |
| Amaya Seguros | TVM | Artiach Royal |
| - 61 Laudelino Cubino (Esp) - 62 Francisco Antequera (Esp) - 63 Jesús Montoya (Esp) - 64 Javier Murguialday (Esp) - 65 Fabio Parra (Col) - 66 Per Pedersen (Dan) - 67 Fernando Quevedo (Esp) - 68 Juan Carlos Romero (Esp) - 69 Óscar de Jesús Vargas (Col)                                             | - 71 Gert-Jan Theunisse (Hol) - 72 Bo Hamburger (Dan) - 73 Rob Harmeling (Hol) - 74 Dimitri Konyshev (Rus) - 75 Scott Sunderland (Aus) - 76 Robert Millar (Gbr) - 77 Jan Siemons (Hol) - 78 Jesper Skibby (Dan) - 79 Sergei Uslamin (Rus)                                                            | - 81 Eduardo Chozas (Esp) - 82 Alfonso Gutiérrez (Esp) - 83 José Luis Laguia (Esp) - 84 Santos Hernandez (Esp) - 85 Erwin Nijboer (Hol) - 86 José Luis Llach (Esp) - 87 Manuel Pascual (Esp) - 88 Carmelo Miranda (Esp) - 89 Americo Neves Da Silva (Por)                           |
| Gatorade Château d'Ax | Seur | Collstrop |
| - 91 Marco Giovannetti (Ita) - 92 Pello Ruiz Cabestany (Esp) - 93 Rudy Verdonck (Bel) - 94 Stefano Zanatta (Ita) - 95 Mario Scirea (Ita) - 96 Oscar Pelliccioli (Ita) - 97 Andrea Chiurato (Ita) - 98 Valerio Tebaldi (Ita) - 99 Mauro-Antonio Santaromita (Ita)                                        | - 101 Piotr Ugrumov (Let) - 102 Ivan Ivanov (Urs) - 103 Viktor Klimov (Ukr) - 104 Eleuterio Anguita (Esp) - 105 Malcolm Elliott (Gbr) - 106 José Luis Rodríguez García (Esp) - 107 Oleg Petrovich Chuzhda (Ukr) - 108 José Urea Pulido (Esp) - 109 Federico Garcia Melia (Esp)                       | - 111 Jean-Pierre Heynderickx (Bel) - 112 Paul Haghedooren (Bel) - 113 Marc Bouillon (Bel) - 114 Peter Verbeken (Bel) - 115 Daniel Beelen (Bel) - 116 Nick Botteldoom (Bel) - 117 Lorenzo Lapage (Bel) - 118 Jan Wijnants (Bel) - 119 Klaus De Muynck (Bel)                         |
| Festina Lotus | GB MG | Kelme |
| - 121 Pascal Richard (Sui) - 122 Thomas Wegmuller (Sui) - 123 Mathieu Hermans (Hol) - 124 Luc Suykerbuyk (Hol) - 125 Carlos Hernández Bailo (Esp) - 126 Roberto Torres (Esp) - 127 Fernando Pinero (Esp) - 128 Luis Pérez García (Esp) - 129 Roberto Pagnin (Ita)                                       | - 131 Franco Ballerini (Ita) - 132 Patrick Jacobs (Bel) - 133 Miguel Arroyo (Mex) - 134 Fabio Baldato (Ita) - 135 Joachim Halupczok (Pol) - 136 Ludwig Willems (Bel) - 137 Laurent Pillon (Fra) - 138 Edoardo Rocchi (Ita) - 139 Johan Verstrepen (Bel)                                              | - 141 Oliverio Rincón (Col) - 142 Martín Farfán (Col) - 143 Nestor Mora (Col) - 144 Antonio Miguel Diaz Rodriguez (Esp) - 145 Assiat Saitov (Rus) - 146 Hernan Buenahora (Col) - 147 Juan Martínez Oliver (Esp) - 148 Julio César Cadena (Col) - 149 Bernardo Gonzalez Minano (Esp) |
| Puertas Maviva | Wigarma | Ryalcao Postobon |
| - 151 Francisco Javier Claramunt (Esp) - 152 José Luis Diaz Diaz (Esp) - 153 Juan Carlos Gonzalez Salvador (Esp) - 154 Manuel Guijarro (Esp) - 155 Miguel Ángel Iglesias (Esp) - 156 Juan Ramon Martin (Esp) - 157 Casimiro Moreda (Esp) - 158 José Pedrero (Esp) - 159 Jésus Rodriguez Rodriguez (Esp) | - 161 Fernando Martínez de Guereñu (Esp) - 162 Enrique Gerrikagoitia (Esp) - 163 José Andres Ripoll (Esp) - 164 Antonio Esparza (Esp) - 165 José Fernando Pacheco (Esp) - 166 Angel José Sarrapio (Esp) - 167 Juan Francisco Guillen (Esp) - 168 Roberto Cordoba (Esp) - 169 Jesús Cruz Martín (Esp) | - 171 Luis Herrera (Col) - 172 Álvaro Mejía (Col) - 173 Alberto Camargo (Col) - 174 William Palacio (Col) - 175 Carlos Mario Jaramillo (Col) - 176 Artūras Kasputis (Lit) - 177 Remigius Lupeikis (Lit) - 178 Naglis Ciplijauskas (Lit) - 179 Arunas Cepele (Lit)                   |
| Sicasal | Mercatone Uno | Selection Communauté des États indépendants |
| - 181 Edgar Corredor (Col) - 182 Orlando Sergio Rodrigues (Por) - 183 Andrzej Dulas (Pol) - 184 Pedro Manuel Silva (Por) - 185 Fernando Mota (Por) - 186 Joaquim Andrade (Por) - 187 Jorge Manuel Silva (Por) - 188 Carlos Manuel Pereira (Por) - 189 Sérafim Vieira (Por)                              | - 191 Silvio Martinello (Ita) - 192 Roberto Pelliconi (Ita) - 193 Nico Emonds (Bel) - 194 Enrico Zaina (Ita) - 195 Bruno Leali (Ita) - 196 Flavio Giupponi (Ita) - 197 Maurizio Vandelli (Ita) - 198 Dario Bottaro (Ita) - 199 Fabio Bordonali (Ita)                                                 | - 201 Alichere Abdourakhmanov (CEI) - 202 Valeri Sapronov (CEI) - 203 Nikolai Galitchanine (CEI) - 204 Alexandre Lysenko (CEI) - 205 Oleg Ripa (CEI) - 206 Andrei Sitnov (CEI) - 207 Pavel Tonkov (CEI) - 208 Roustam Toukhatouline (CEI) - 209 Viatcheslav Djavanian (CEI)         |